# Elfrida Ewerlöf
Elfrida Gustava Ewerlöf, född Hasselgren 19 januari 1886 i Gävle, död där 1984, var en svensk konstnär.
Hon var dotter till tjänstemannen Per Johan Hasselgren och Anna Gustafva Jansson samt syster till Albinus Hasselgren. Från 1914 var hon gift med köpmannen Gustaf Albert Ewerlöf. Hon studerade vid privata målarskolor i Gävle, Linköping och Borås. Separat ställde hon ut i Göteborg ett flertal gånger och hon medverkade i ett flertal samlingsutställningar. Hennes konst består av stilleben, porträtt och landskap ofta med kustbilder från Bohuslän eller skogsinteriörer.